# Lutzomyia evandroi
Lutzomyia evandroi är en tvåvingeart som först beskrevs av Costa Lima A., Antunes P. C. A. 1936.  Lutzomyia evandroi ingår i släktet Lutzomyia och familjen fjärilsmyggor. Inga underarter finns listade i Catalogue of Life.